# Matilla de los Caños
Matilla de los Caños település Spanyolországban, Valladolid tartományban. Matilla de los Caños Tordesillas, Velilla és Velliza községekkel határos. Lakosainak száma 113 fő (2024).

## Népesség
A település népessége az utóbbi években az alábbiak szerint változott:
| Lakosok száma | 116  | 111  | 105  | 101  | 95   | 95   | 106  | 102  | 99   | 113  |
|               | 2001 | 2004 | 2007 | 2009 | 2012 | 2014 | 2017 | 2019 | 2022 | 2024 |